# Великолушки рејон
Великолушки рејон (рус. Великолукский район) административно-територијална је јединица другог нивоа и општински рејон смештен на крајњем југоистоку Псковске области, односно на западу европског дела Руске Федерације.
Административни центар рејона налазинсе у граду Великије Луки, иако сам град не улази у састав рејона и један је од два засебна градска округа у области (поред Пскова).
Према проценама националне статистичке службе Русије за 2016. на територији рејона је живело 22.089 становника, или у просеку око 7,6 ст/км². Великолушки рејон је други рејон у области по броју становника, а седми по површини.

## Географија
Великолушки рејон смештен је на крајњем југоистоку Псковске области. Обухвата територију површине 2.960,2 км² што је 5,4% од укупне површине рејона, и по том параметру налази се на 7. месту међу 24 рејона у области. Граничи се са територијама Куњског рејона на истоку, на југу је Усвјатски, а на југозападу Невељски рејон. На западу је Новосокољнички, а на северу Локњански рејон. На североистоку је Торопечки рејон Тверске области.
Рељефом рејона доминира река Ловат која протиче целом дужином његове територије у смеру југ-север. Околно земљиште благо се спушта ка кориту Ловата у пространу и ниску Ловатску низију. Изразито ниско тло је нарочито доминантно у северном делу рејона који постепено прелази у Плоскошку равницу. Низијско подручје у долини Ловата са југозапада, југа и истока окружује нешто издигнутија моренско-ерозиона равница на којој се блага узвишења висина до 15 метара смењују са плитким депресијама испуњеним језерским и флувијалним облицима рељефа. Јужни делови рејона су најиздигнутији са бројним моренским узвишењима и ујезереним депресијама.
Поред Ловата најважнији водоток на тлу рејона је Куња, његова десна притока. Од укупно 70 језера на подручју Великолушког рејона највише их је у јужном делу рејона где је проценат ујезерености око 7%. Највећа језера су Урицко (11,8 км²), Псово (6,81 км²) и Одгаст (4,2 км²).

## Историја
Великолушки рејон успостављен је 9. септембра 1927. као нижестепена општинска јединица у границама тадашњег Великолушког округа Лењинградске области. Године 1929. постаје делом Западне области чији центар је био град Смоленск, а потом од 1935. и Калињинске области. Године 1944. успостављена је Великолушка област која је постојала до 1957. када је уједињена са остатком Псковске области.

## Демографија и административна подела
Према подацима са пописа становништва из 2010. на територији рејона је живело укупно 22.121 становника, док је према процени из 2016. ту живело 22.089 становника, или у просеку око 7,6 ст/км². По броју становника Великолушки рејон се налази на 2. месту у области.
| 1959.  | 1970.  | 1979.  | 1989.  | 2002.  | 2010.  | 2016.   |
| ------ | ------ | ------ | ------ | ------ | ------ | ------- |
| 44.427 | 39.350 | 35.951 | 31.735 | 24.035 | 22.121 | 22.089* |

Напомена:* Према процени националне статистичке службе. 
Према подацима са пописа из 2010. на подручју рејона регистровао је укупно 453 села (од којих је њих 76 било без становника, а у 101 селу живело је мање од 5 становника). Рејон је административно подељен на 4 нижестепене руралне општине. Великолушки рејон је једини рејон Псковске области на чијој територији се не налази ни једно градско насеље. Администрација рејона смештенеа је Великим Лукама, иако је сам град издвојен из рејона и административно је организован као један од два засебна градска округа.

## Саобраћај
Преко територије Великолушког рејона пролазе сва важна железничка правца − Москва—Рига и Бологоје—Великије Луки—Невељ— Полацк. Најважнији друмски правци су аутопут „М9 Балтија” Москва—Волоколамск—граница са Летонијом и локални магистрални правци Шимск—Стараја Руса и Великије Луки—Невељ.
Северним делом територије пролази и магистрални нафтовод Сургут—Полоцк.